# Mercedes Vegas
Mercedes Vegas Minguell (Badalona, 2 de marzo de 1928) es una arqueóloga española, autora de la primera tipología de cerámica común romana del Mediterráneo y referente en estos estudios.

## Trayectoria
Se licenció en Historia en la Universidad de Barcelona, en 1945. Entre 1953 y 1955 fue Asistente de Conservador en el Museo Arqueológico de Barcelona que dirigía Martín Almagro Basch. En 1955, obtuvo una beca del Consejo Superior de Investigaciones Científicas (CSIC) para la Escuela Española de Historia y Arqueología en Roma, donde coincidió con la arqueóloga Glòria Trías. Allí comenzó a investigar en las excavaciones del santuario de Gabii.
Posteriormente, pasó dos años en Milán sin dedicarse a la investigación tras los que, en 1958, se instaló en Alemania para retomar sus estudios y participar en las excavaciones que el Rheinisches Landesmuseum de Bonn tenía en Neuss y Xanten. En 1959, comenzó a trabajar en la Sociedad Alemana de Investigación, con sede en el mismo museo que estaba dirigido por el Dr. von Petrikovitsch, donde pasó diez años y publicó sobre las lucernas de los campamentos romanos de Novaesium y su cerámica común y dos artículos sobre cerámica de Gabii y de Pollentia, en cuyas excavaciones había estado en la década de 1960.
Durante su estancia en Alemania, comenzó la investigación sobre ceramología para su tesis doctoral sobre la cerámica común romana del Mediterráneo occidental, dirigida por el historiador Juan Maluquer, catedrático de Arqueología de la Universidad de Barcelona, que obtuvo la calificación de Sobresaliente cum laude cuando la presentó en 1972 y que se convirtió en obra referente para el estudio de este tipo de cerámica.
En 1969, Vegas se instaló en Buenos Aires y comenzó a desarrollar su labor profesional como trabajadora autónoma en el Instituto Arqueológico Alemán de Madrid y de Roma y también en Munigua y Tarragona con el arqueólogo alemán Theodor Hauschild, y en Chemtou, Cartago y Siga con Friedrich Rakob.
De 1949 a 1997 fue Honorary Research Fellow del Institute of Archaecology, de la University College de Londres. Es miembro correspondiente del Instituto Arqueológico Alemán (Korrespondierende Mitglieder des DAI), desde 1969.

## Reconocimientos
En 2010, se homenajeó a Vegas en el I Congreso Internacional sobre Estudios Cerámicos organizado por la Universidad de Cádiz.

## Obra
- 1957 -  Asas "oinokoes" de bronce etruscos del Museo de Barcelona.
- 1973 - Cerámica común romana del Mediterráneo Occidental. Universidad de Barcelona, Instituto de Arqueología y Prehistoria.[7]